# Prastió Kelokedáron
Prastió Kelokedáron (grec moderne : Πραστειό Κελοκεδάρων) est un village de Chypre de plus de 8 habitants.